# أنطونيو كلاوديو دي جيسوس أوليفيرا
أنطونيو كلاوديو دي جيسوس أوليفيرا هو لاعب كرة قدم برازيلي في مركز الدفاع، ولد في 16 أبريل 1973 في البرازيل. لعب مع برسيب باندونغ وبرسيجا جاكارتا ونادي سيمين بادانغ ونادي شيانج ري يونايتد.